# Kara Para Aşk
Kara Para Aşk – turecki serial telewizyjny, którego akcja rozgrywa się w Stambule. Serial miał swoją premierę 12 marca 2014 roku na tureckim kanale telewizyjnym ATV.

## Zarys fabuły
Oddany swojej profesji oficer policji Ömer Demir (Engin Akyürek) po udanej akcji rozpracowania kolejnego gangu, udaje się z Van do Stambułu, by zaręczyć się z dziewczyną, którą kocha. Nie spodziewa się, że jego życie ulegnie całkowitej zmianie.
Elif Denizer (Tuba Büyüküstün) prowadzi szczęśliwe życie w Rzymie, gdzie pracuje jako projektantka biżuterii. Jedzie do Stambułu, by tam razem z rodziną spędzić swoje urodziny. Wkrótce jej świat przewraca się do góry nogami.

## Obsada
- Engin Akyürek jako Ömer Demir
- Tuba Büyüküstün jako Elif-Latifeh Denizer
- Nebahat Çehre jako Zerrin Denizer
- Erkan Can jako Tayyar Dündar
- Hazal Türesan jako Aslı Denizer
- Burak Tamdoğan jako Hüseyin Demir
- Tuvana Türkay jako Bahar Çınar
- Saygın Soysal jako Metin Dündar
- Bestemsu Özdemir jako Nilüfer Denizer
- Emre Kızılırmak jako Levent İnanç
- Serkan Kuru jako Taner
- Güler Ökten jako Elvan Demir
- Bedia Ener jako Fatma Andaç
- İlkin Tüfekçi jako Pelin Serter
- Ali Yörenç jako Mert Dündar
- Aytaç Arman jako Ahmet Denizer
- Selin Ortaçlı jako Sibel Andaç
- Kerimhan Duman jako Can
- Ahmet Tansu Taşanlar jako Arda Çakır
- Elif İnci jako Melike Demir
- Bülent Çankaya jako główny szef policji w Van
- Hatice Andaç jako Khadijeh
- Deniz Barut jako Pinar

## Nagrody
| Rok | Kategoria                                                                  | Nominowany       | Wynik |
| --- | -------------------------------------------------------------------------- | ---------------- | ----- |
| Nagrody dla serialu telewizyjnego w roku 2014 (TV series Awards 2014)                                                          | Najlepszy serial dramatyczny                                               | Kara Para Aşk    |       |
| TV Series Awards 2014 | Najlepszy aktor                                                            | Engin Akyürek    |       |
| TV Series Awards 2014 | Najlepsza aktorka                                                          | Tuba Büyüküstün  |       |
| TV Series Awards 2014 | Najlepsza rola aktorki drugoplanowej                                       | İlkin Tüfekçi    |       |
| Engineering Art Club of University of Istanbul 2014                                                                            | Aktorka, która odniosła największy sukces                                  | Tuba Büyüküstün  |       |
| RaniniTv choose the best actor and actress of 2014                                                                             | Najlepszy aktor dramatyczny                                                | Engin Akyürek    |       |
| RaniniTv best of 2014 | Najlepsza muzyka do serialu                                                | Kara Para Aşk    |       |
| Radio and Television Journalists Association (RTGD) traditional "Media Academy Awards" decided " best series for the year 2014 | Najlepszy serial roku 2014                                                 | Kara Para Aşk    |       |
| Radio and Television Journalists Association (RTGD) traditional "Media Academy Awards" decided " best actress of the year 2014 | Najlepsza aktorka roku 2014                                                | Tuba Büyüküstün  |       |
| Award Ceremony of Exporting Council                                                                                            | The First 3 Productions of The export (other countries ) of turkish series | Kara Para Aşk    |       |
| Turkey Electrical Electronics and Service Exporters Association Cultural Service Awards                                        | Gwiazdy eksportu                                                           | Tuba Büyüküstün  |       |
| Turkey Electrical Electronics and Service Exporters Association Cultural Service Awards                                        | Gwiazdy eksportu                                                           | Engin Akyürek    |       |
| Festival Marconi Odülleri | Najlepsza aktorka roku 2015                                                | Tuba Büyüküstün  |       |
| Festival Marconi Odülleri | Najlepszy aktor roku 2015                                                  | Engin Akyürek    |       |
| Festival Marconi Odülleri | Najlepszy aktor w roli drugoplanowej 2015                                  | Erkan Can        |       |
| Nagrody dla serialu telewizyjnego w roku 2015 TV Series Awards 2015                                                            | Najlepszy aktor                                                            | Engin Akyürek    |       |
| TV Series Awards 2015 | Najlepsza aktorka                                                          | Tuba Büyüküstün  |       |
| TV Series Awards 2015 | Najlepsza aktorka drugoplanowa                                             | Bestemsu Özdemir |       |
| TV Series Awards 2015 | Najlepszy aktor drugoplanowy                                               | Saygın Soysal    |       |
| Międzynarodowy festiwal w Seulu 2015 r. (Seoul International Drama Awards 2015)                                                | Najlepszy aktor                                                            | Engin Akyürek    |       |
| Międzynarodowa Nagroda Emmy | Najlepszy aktor                                                            | Engin Akyürek    |       |

## Wersja polska
Serial w Polsce jest dostępny od 15 października  2019 za pośrednictwem platformy internetowej Netfix, pod oryginalnym tytułem, w wersji polskiej z napisami.
W 2020 emisję serialu rozpocznie stacja Dizi w wersji polskiej z lektorem pod tytułem "Kocham pieniądze".